# Le Caoutchouc en Indo-Chine
Le Caoutchouc en Indo-Chine (abreviado Caoutchouc Indo-Chine) es un libro con ilustraciones y descripciones botánicas que fue escrito conjuntamente por Camille Joseph Spire y André Spire. Fue publicado en el año 1906.